# Marguerite Duras
Marguerite Duras, pseudonimo di Marguerite Germaine Marie Donnadieu (Saigon, 4 aprile 1914 – Parigi, 3 marzo 1996), è stata una scrittrice, regista e sceneggiatrice francese.
Le sono stati conferiti svariati premi cinematografici per le sue grandi doti di sceneggiatrice e regista: è anche stata candidata all'Oscar. 

## Biografia

### Infanzia e formazione

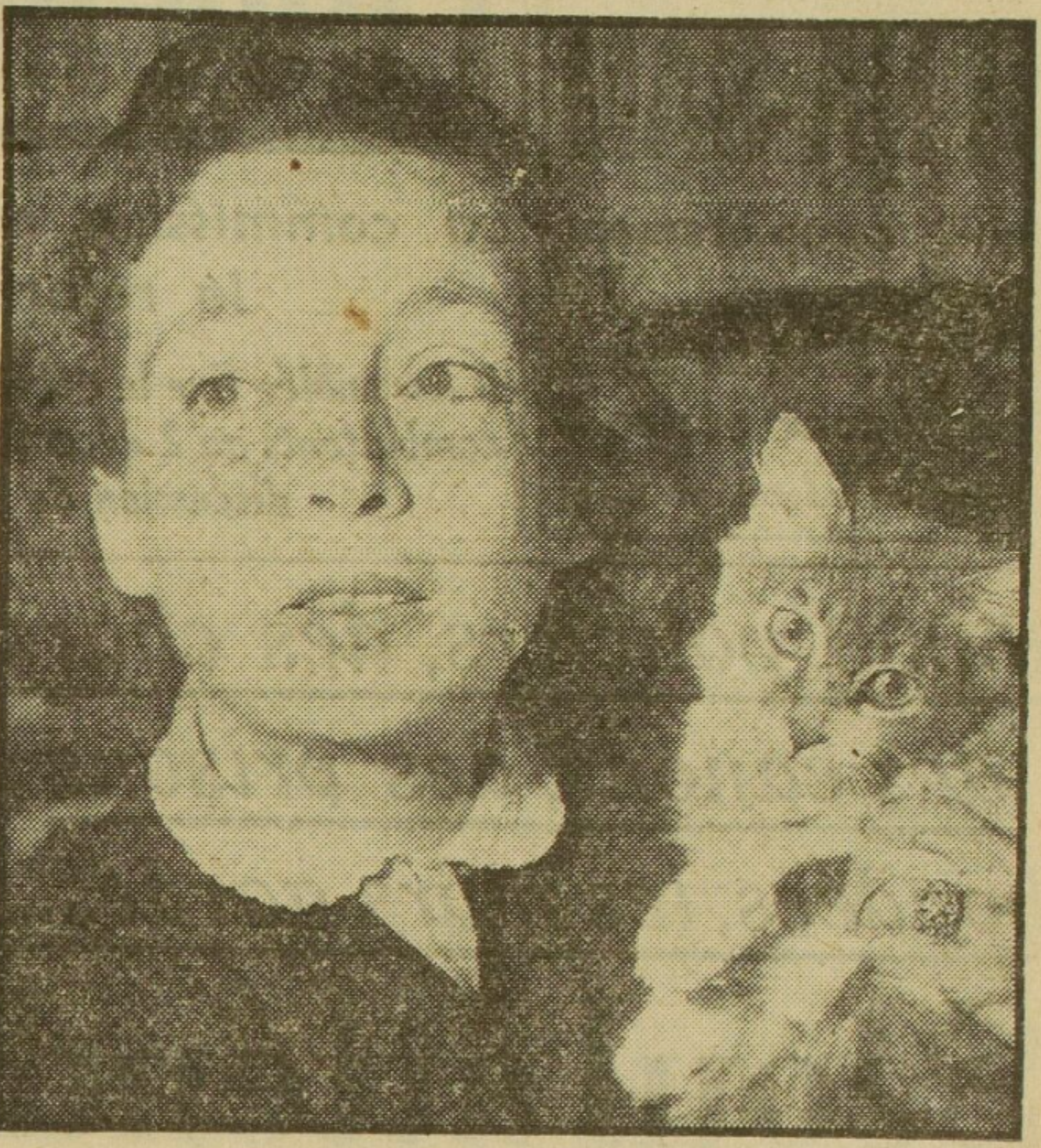
Marguerite Duras a 17 anni, in Asia

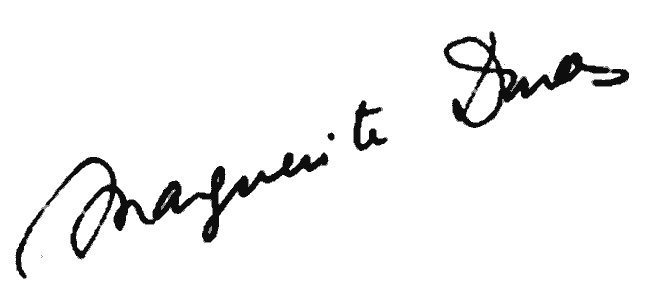
Autografo della scrittrice

Nacque a Gia Dinh, città che negli anni cinquanta venne agglomerata da Saigon, nell'Indocina francese (oggi Vietnam), il 4 aprile 1914. Il padre, Henri Donnadieu, era dirigente scolastico e la madre, Marie, insegnante, ambedue coloni francesi. Successivamente la famiglia si trasferì a Sadek e poi a Vĩnh Long.
Marguerite, tanto amata da suo padre, con cui la ragazzina aveva un rapporto molto stretto e che la chiamava affettuosamente "mia splendida pietra preziosa", fu mandata, per volere dell'uomo, che teneva molto alla sua istruzione, in un prestigioso collegio privato a Saigon, ove Marguerite si innamorò di un ricco e giovane cinese di 27 anni, in una controversa storia d'amore che la ispirò poi per la scrittura di uno dei suoi capolavori: L'amante.
La sua esperienza in Indocina, la lebbra, la giungla, la società coloniale e la natura selvaggia riemersero sempre nei suoi numerosi romanzi.

Nel 1932 si trasferì in Francia, per studiare diritto, matematica e scienze politiche, non smettendo però mai di pensare all'Indocina. Affermò infatti: 
"Da otto anni a diciassette ho vissuto in un paradiso terrestre pacifico e delicato, l'Asia; ho visto, vicino a Vinh-Long, il sole tramontare fra le risaie, i fiori sbocciare, le fronde degli alberi danzare nel vento… ora qui, tra i palazzi della città, detesto la montagna che mi angoscia e mi nasconde i tramonti. Non mi sono mai abituata ai frutti europei." 
Nel 1939 sposò lo scrittore Robert Antelme. Nel 1942 morirono il suo amato fratello Paulo, di 30 anni, e sfortunatamente anche il suo primo figlio: infatti il piccolo, di salute molto debole e cagionevole, morì di polmonite all'età di appena 2 anni, cosa che fece entrare Marguerite in depressione e le richiese qualche anno per uscirne. Nel 1943 cambiò il proprio cognome in Duras, dal nome di un villaggio nel dipartimento del Lot e Garonna, dove si trovava la casa del padre, che quando morì le lasciò tutto, tra cui una villetta a picco sull'acqua in Liguria, terra da lui tanto amata.

### Carriera letteraria

#### Durante la seconda guerra mondiale
Partecipò alla Resistenza durante l'occupazione nazista, insieme al marito Robert Antelme, che venne deportato a Dachau perché ebreo. Collaborò anche alla compilazione di Libres ("Liberi"), giornale che informava i parenti delle persone deportate in Germania sulla posizione e condizione dei loro cari.
Dopo la seconda guerra mondiale militò tra le file del PCF fino al 1950, quando venne espulsa essendo considerata dissidente. Nel frattempo, nel 1946, aveva divorziato dal primo marito ed aveva incontrato l'intellettuale e scrittore Dionys Mascolo, da cui ebbe un figlio, Jean Mascolo.
Il suo esordio in campo letterario avvenne nel 1942 con il romanzo Gli impudenti (Les Impudents), nel quale denuncia anche la realtà degradante dell'Olocausto.

#### Il successo
La vera fama per la Duras arrivò nel 1950, col capolavoro Una diga sul Pacifico (Un barrage contre le Pacifique) nel quale si sentono gli influssi delle letture di autori statunitensi come Hemingway e Steinbeck oltre che quelle dello scrittore italiano Cesare Pavese. Elio Vittorini definì il libro "il più bel romanzo francese del dopoguerra".
Fu autrice di numerosi racconti brevi, film e, soprattutto, romanzi, tra cui il più noto è l'autobiografico L'amante, il suo capolavoro assoluto, pubblicato nel 1984, che le valse il prestigioso premio Goncourt.
Nel 1991 la Duras pubblicò un altro romanzo intitolato L'amante della Cina del Nord, nel quale riscrisse l'intera vicenda. Altre opere importanti sono: Moderato cantabile, da cui fu tratto un film con lo stesso nome; Il rapimento di Lol V. Stein; India Song, anch'esso ispirazione di un lungometraggio del 1975.

### Carriera cinematografica
La Duras fu anche la sceneggiatrice del film del 1959 Hiroshima mon amour, diretto da Alain Resnais, per cui fu candidata all'Oscar alla miglior sceneggiatura originale.

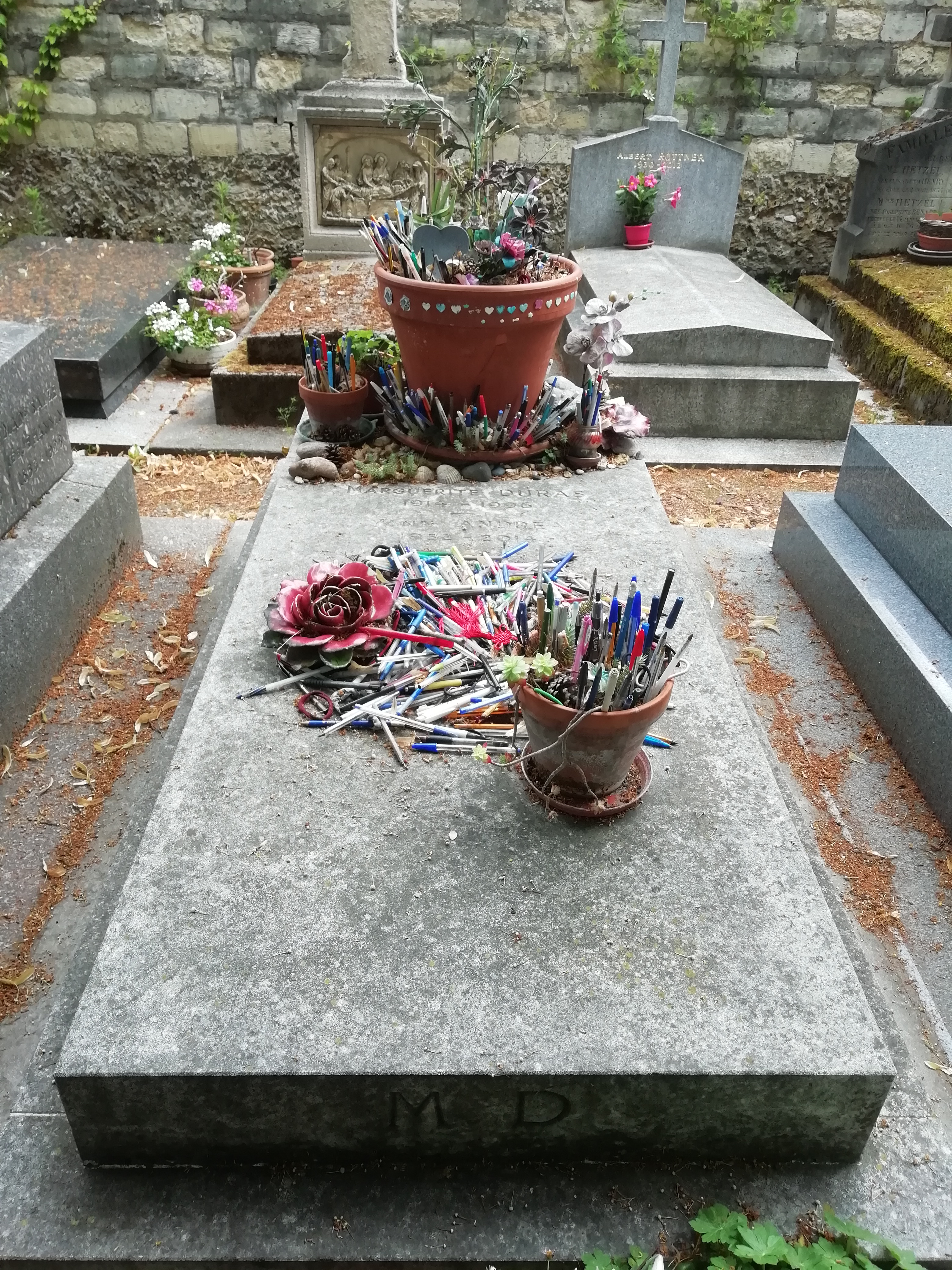
Tomba di Marguerite Duras

Partecipò alla contestazione degli studenti nel 1968, salendo sulle barricate.
Nel 1989 iniziarono le riprese del film tratto da L'amante, girato dal regista Jean-Jacques Annaud, che si prese alcune libertà sulla sceneggiatura.

Passò gli ultimi anni della sua vita chiusa in casa. L'unico a rimanerle vicino fu il compagno Yann Andréa. Disse:
È difficile morire, ma a un certo momento t'accorgi che le cose della vita devono finire. È la vita. È tutto.

### Morte
Morì a 81 anni per un grave tumore alla gola; è sepolta nel cimitero di Montparnasse.

## Stile letterario
Le prime opere di Duras sono scritte in maniera molto convenzionale (il loro "romanticismo" fu molto criticato dallo scrittore Raymond Queneau); con Moderato cantabile Duras inaugura un lungo periodo di sperimentazione, legato al Nouveau roman, un movimento letterario francese tra i cui esponenti figura anche Alain Robbe-Grillet.
Il suo stile viene da lei definito stile paratattico cioè fatto solo di proposizioni principali ("sono qui", "ti sento", "mi vedo", etc)..

## Omaggi
Nel 1997 è stata istituita nel Regno Unito da Michelle Porte e Madeleine Borgomano la Marguerite Duras Society, che ha come fine lo studio e la promozione dell'opera dell'autrice.

## Opere
- Gli impudenti (Les Impudents, 1943), trad. e Nota di Letizia Imola, Postfazione di Rosella Postorino, Collezione Le Comete, Milano, Feltrinelli, 2024, ISBN 978-88-075-3044-9.
- La vita tranquilla (La Vie tranquille, 1944), trad. di Laura Guarino, Collana I Narratori n.508, Feltrinelli, Milano, ottobre 1996, ISBN 88-07-01508-0.
- Una diga sul Pacifico (Un barrage contre le Pacifique, 1950), trad. di Giulia Veronesi, Collana I Gettoni n.4, Einaudi, Torino, 1951; Collana I Coralli n.76, Einaudi, Torino, 1957; Collana I libri del Pavone n.245-246, Mondadori, Milano, gennaio 1961; Collana Nuovi Coralli, Einaudi, Torino, 1997 ISBN 88-06-58297-6; Postfazione di Rosella Postorino, Einaudi, 2025.
- Il marinaio di Gibilterra (Le Marin de Gibraltar, 1952), Roma, Gherardo Casini Editore, 1967; trad. di Leonella Prato Caruso, Collana I Narratori n.417, Feltrinelli, Milano, 1991, ISBN 88-07-01417-3; Collana UEF n.1236, Feltrinelli, Milano, marzo 1993, ISBN 88-07-81236-3.
- I cavallini di Tarquinia (Les petits chevaux de Tarquinia, 1953), Collana Supercoralli, Einaudi, Torino, 1958.
- Giornate intere fra gli alberi (Des journées entières dans les arbres - Le Boa, Madame Dodin, Les Chantiers, Gallimard, 1954), trad. di Laura Guarino, Collana I Narratori, Milano, Feltrinelli, 1989; Collana UEF, Milano, Feltrinelli, 1991-1997, ISBN 88-07-81361-0.
- Lo square (Le Square, 1955)
- Moderato cantabile (Moderato cantabile, 1958), in I cavallini di Tarquinia, Einaudi, 1958;
  - trad. di Raffaella Pinna Venier, Milano, Feltrinelli, 1985; Collana UEF n.997, Feltrinelli, Milano, 1997, ISBN 88-07-80997-4;
  - trad. di Rosella Postorino, Collana Scrittura bianca, Nonostante editore, giugno 2013, ISBN 88-98112-01-7.
- Alle dieci e mezzo di sera, d'estate (Dix heures et demie du soir en été, Gallimard, 1960), in Il pomeriggio del signor Andesmas, Torino, Einaudi, 1962, 1996, 2024.
- Il pomeriggio del signor Andesmas (L'Après-midi de Monsieur Andesmas, 1960), Einaudi, Torino, 1962; Il pomeriggio del signor Andesmas. Alle dieci e mezzo di sera, d'estate, trad. e cura di Gioia Zannino Angiolillo e Dianella Selvatico Estense, Collana Einaudi Tascabili. Letteratura n.473, Einaudi, Torino, 1996, ISBN 88-06-14533-9; Collana ET Scrittori, Einaudi, 2024.
- Il rapimento di Lol V. Stein (Le Ravissement de Lol V. Stein, 1964), Einaudi, 1966; trad. di Clara Lusignoli, Collana I Narratori n.376, Feltrinelli, Milano, 1989, ISBN 88-07-01376-2.
- Il viceconsole (Le Vice-Consul, 1966), trad. di Angelo Morino, Collana I Narratori n.319, Milano, Feltrinelli, maggio 1986, ISBN 978-88-070-1319-5.
- L'amante inglese (L'Amante anglaise, 1967), trad. di Ginetta Vittorini, Collana I Coralli n.289, Torino, Einaudi, 1973; nuova ed. a cura di Edda Melon, con una conversazione del 1988 con l'Autrice, Collana Nuovi Coralli, Torino, Einaudi, 1988-1997, ISBN 978-88-065-9995-9.
- Distruggere, ella disse (Détruire, dit-elle, 1969), trad. di Ginetta Vittorini, Collana I Coralli, Torino, Einaudi, 1969; col titolo Distruggere, lei disse, trad. di Ada Ceruti, Collana Le foglie n.22, Marcos y Marcos, 1991-1996, ISBN 88-7168-016-2.
- Abahn Sabana David, Paris, Gallimard, 1970.
- Ah! Ernesto (racconto per l'infanzia, ill.ni di Bernard Bonhomme, Harlin Quist/Ruy-Vidal, 1971), cura e traduzione di Cinzia Bigliosi, illustrazioni di Katy Couprie, Milano, Rizzoli, 2018.
- L'amore (L'Amour, 1972), trad. e postfazione di Angelo Morino, Collana Oscar Classici Moderni n.106, Milano, Mondadori, 1995, ISBN 978-88-043-9445-7.
- Vera Baxter ou les Plages de l'Atlantique (1980)
- L'uomo seduto nel corridoio (L'Homme assis dans le couloir, 1980), in Testi segreti, Milano, Feltrinelli, 1987.
- L'uomo atlantico (L'Homme atlantique, 1982), in Testi segreti, Milano, Feltrinelli, 1987.
- La malattia della morte (La Maladie de la mort, 1982), in Testi segreti, Milano, Feltrinelli, 1987.
- L'amante (L'Amant, 1984), Collana I Narratori, Milano, Feltrinelli, 1985.
- Occhi blu, capelli neri (Les Yeux bleus, cheveux noirs, 1986), trad. di Laura Guarino, Collana I Narratori n.335, Milano, Feltrinelli, 1987, ISBN 978-88-070-1335-5.
- La sgualdrina della costa normanna (La Pute de la côté normande, 1986), trad. di Sandro Naglia, Collana Il Ponte di Heidelberg, Edizioni Tracce, Pescara, 1991.
- Emily L. (Emily L., 1987), trad. di Laura Guarino, Collana I Narratori n.363, Milano, Feltrinelli, 1988, ISBN 88-07-01363-0.
- La pioggia d'estate (La Pluie d'été, 1990), Collana I Narratori, Milano, Feltrinelli, 1990.
- L'amante della Cina del Nord (L'Amant de la Chine du Nord, 1991), Collana I Narratori n.428, Feltrinelli, Milano, 1992; Collana UEF, Feltrinelli, Milano,
- Yann Andréa Steiner (1992), trad. di Lionella Prato Caruso, Collana I Narratori, Milano, Feltrinelli, 1993.
- Scrivere (Écrire, 1993), trad. di L. Prato Caruso, Collana Idee n.41, Milano, Feltrinelli, 1994, ISBN 88-07-09041-4. [5 testi: Scrivere, riflessione sulla morte, sceneggiatura su Roma antica, puro e concetto di purezza, saggio sul dipingere]

### Raccolte
- L'estate '80 (L'Été 80, 1980), a cura di A. Correale, trad. di S. Marino, Collana Ritagli n.2, Filema, 1994, ISBN 88-86358-04-0.
- Storie di amore estremo (Outside - Papiers d'un jour, Albin Michel, coll. «Illustrations», 1981), Collana Oscar Original, Milano, Mondadori, 1997, ISBN 978-88-044-3141-1.
- Il dolore (La Douleur, 1985), trad. di Laura Guarino e Giovanni Mariotti, Collana I Narratori, Milano, Feltrinelli, ottobre 1985.
- Testi segreti, trad. di Laura Guarino, Collana I Narratori n.325, Milano, Feltrinelli, 1987, ISBN 978-88-070-1325-6; Collana UEF, Milano, Feltrinelli, 1993; trad. e postfazione di Rosella Postorino, Collana Scrittura bianca, Trieste, Nonostante edizioni, 2015, ISBN 978-88-981-1205-0.
- La vita materiale. Marguerite Duras parla a Jérome Beaujour (La Vie matérielle - Marguerite Duras parle à Jérôme Beaujour, 1987), trad. di Laura Guarino, Collana I Narratori, Milano, Feltrinelli, 1988, ISBN 88-07-01348-7; Collana UEF n.1085, Milano, Feltrinelli, 1991, ISBN 88-07-81085-9.
- Gli occhi verdi (Les Yeux verts, éditions des Cahiers du cinéma, 1980 in rivista, poi 1987 in volume) trad. di Donata Feroldi, Collana Re/search n.2, SHAKE, 2000, ISBN 88-86926-66-9.
- Una grande bestia di colore nero (Le Monde extérieur - Outside 2, 1993), Collana Original, Mondadori, Milano, 1998, ISBN 88-04-44850-4.
- C'est tout (1995), trad. di Donata Feroldi, Collana Oscar Piccoli Saggi n.126, Milano, Mondadori, 1996, ISBN 88-04-41479-0.
- Il mare scritto. Hélène Bamberger fotografie (La Mer écrite textes, d'après des photographies d'Hélène Bamberger, 1996), trad. di Maria Sebregondi, Collana Lo Zibaldone, Archinto, Milano, 1996, ISBN 88-7768-188-8.
- Il nero Atlantico, trad. e note di Donata Feroldi, Collana Oscar Piccola Biblioteca n.165 (Oscar Original n.27), Milano, Mondadori, 1998, ISBN 978-88-044-4850-1.
- La Cuisine de Marguerite, éditions Benoît Jacob, 1999. [libro interdetto]
  - La cucina di Marguerite, testo incluso in Annalisa Comes, Il gusto delle parole in Marguerite Duras. Scrivere, scriversi, cucinare, Torino, Il leone verde, 2022, ISBN 978-88-658-0351-6.
- Quaderni della guerra e altri testi (Cahiers de la guerre et autres textes, établie par Olivier Corpet et Sophie Bogaert, POL/Imec, 2006) trad. di Laura Frausin Guarino, Collana I Narratori, Milano, Milano, 2008, ISBN 978-88-07-01751-3.
- La Beauté des nuits du monde, textes choisis et présentés par Laure Adler, éditions La Quinzaine littéraire, coll. «Voyager avec», 2010.
- Deauville la mort, de L'Herne, 2014.
- La ragazza del cinema, trad. di Angelo Molica Franco, prefazione di Sandra Petrignani, Collana FormeBrevi n.6, Del Vecchio Editore, 2014, ISBN 88-6110-100-3. [contiene i due racconti lunghi, in forma di soggetto cinematografico: 'Agatha' e 'Il camion']

### Teatro
- Les Viaducs de la Seine-et-Oise, Éditions Gallimard, 1959
- Miracle en Alabama, da William Gibson, adattato da Marguerite Duras e Gérard Jarlot, L'Avant-Scène théâtre, 1963
- Théâtre I, Gallimard, 1965:
  - Les Eaux et Forêts
  - Le Square
  - La Musica
- L'amante inglese (L'Amante Anglaise, 1967), Collana I Coralli n.289, Einaudi, Torino, I ed. 1973; cur. di E. Melon, Collana Nuovi Coralli, Einaudi, Torino, 1988-1997, ISBN 88-06-59995-X.
- Théâtre II, Gallimard, 1968:
  - Suzanna Andler, trad. di Natalia Ginzburg, Collezione di teatro n.287, Torino, Einaudi, 1987, ISBN 88-06-59814-7.
  - Des journées entières dans les arbres
  - Yes, peut-être
  - Le Shaga
  - Un homme est venu me voir
- India Song, Gallimard, 1973
- L'Éden Cinéma, Mercure de France, 1977
- Agatha (1981), Milano, Edizioni delle Donne, 1981; trad. di Angelo Morino, Collana Teatro n.11, Sellerio, Palermo, 1997, ISBN 88-389-1315-3.
- Savannah Bay, Les Éditions de Minuit, 1982; II ed. aumentata, Les Éditions de Minuit, 1983.
- Théâtre III, Gallimard, 1984:
  - La Bête dans la jungle, da Henry James, adattato da James Lord e Marguerite Duras
  - Les Papiers d'Aspern, da Henry James, adattato da Marguerite Duras e Robert Antelme
  - La Danse de mort, da August Strindberg, adattato da Marguerite Duras
- La Musica deuxième (1985)
- Le Théâtre de l’amante anglaise, Gallimard, 1991
- Théâtre IV, Gallimard, 1999:
  - Vera Baxter
  - L'Éden Cinéma
  - Le Théâtre de l’amante anglaise
  - Home
  - La Mouette

### Conversazioni
- Les Parleuses, Marguerite Duras et Xavière Gauthier, Les Éditions de Minuit, 1974.
- I miei luoghi. Conversazioni con Michelle Porte (Les Lieux de Marguerite Duras, Marguerite Duras et Michelle Porte, 1977), Collana Intersections, Firenze, Clichy, 2013, ISBN 978-88-629-4329-1.
- Un entretien complétement foot, Marguerite Duras et Michel Platini, journal Libération, 1987.
- Leopoldina Pallotta Della Torre-Marguerite Duras, La passione sospesa, Milano, La Tartaruga edizioni, 1989; riedita col titolo La passione sospesa. Intervista con Leopoldina Pallotta Della Torre, trad. di I. Riva Macerata, Note e cura di René de Ceccatty, Milano, Archinto, 2013, ISBN 88-7768-641-3. [ed. francese: La Passion suspendue, Le Seuil, 2013]
- Dits à la télévision, Marguerite Duras et Pierre Dumayet, EPEL, coll. «Atelier», 1999.
- La Couleur des mots, Marguerite Duras et Dominique Noguez, éditions Benoît Jacob, 2001.
- Réalisés en 1983 et accompagnés de 8 films, ces entretiens existent en cassettes et, en partie, en DVD.
- Le Bureau de poste de la rue Dupin et autres entretiens, Marguerite Duras et François Mitterrand, Éditions Gallimard, 2006.
- On ne peut pas avoir écrit Lol V. Stein et désirer être encore à l'écrire, Marguerite Duras et Jean Pierre Ceton, Bourin éditeur, 2012.
- Le Livre dit. Entretiens de Duras Filme, édition établie par Joëlle Pagès-Pindon, Éditions Gallimard, coll. «Les Cahiers de la NRF», 2014.
- Dialogues avec Jean-Luc Godard, présenté par Cyril Béghin, Post-éditions, 2014.
- Le Dernier des métiers: entretiens, 1962-1991, textes réunis, transcrits et postfacés par Sophie Bogaert, Le Seuil, 2016, ISBN 978-20-212-8137-8.

### Sceneggiature
- Hiroshima mon amour (1960), trad. di Pierre Denivelle-Serra, Collana I Coralli n.210, Einaudi, Torino, 1965.
- Une aussi longue absence, in collaborazione con Gérard Jarlot, Gallimard, 1961
- Nathalie Granger, suivi de La Femme du Gange, Gallimard, 1973
- Le Camion, suivi d’entretiens avec Michelle Porte, Les Éditions de Minuit, 1977
- La Nave Night (Le Navire Night, suivi de Césarée, Les Mains négatives, Aurélia Steiner, Mercure de France, 1979), trad. di E. Melon ed E. Pea, Collana Le foglie n.34, Marcos y Marcos, 1993, ISBN 88-7168-096-0.

## Filmografia

### Regista
- La musica, co-regia con Paul Seban (1967)
- Détruire, dit-elle (1969)
- Nathalie Granger (1972)
- Jaune le soleil (1972)
- La Femme du Gange (1974)
- India Song (1975)
- Son nom de Venise dans Calcutta désert (1976)
- Des journées entières dans les arbres (1977)
- Baxter, Vera Baxter (1977)
- Le camion (1977)
- Les Mains négatives - cortometraggio (1978)
- Cesarée - cortometraggio (1978)
- Aurélia Steiner (Vancouver) (1979)
- Aurelia Steiner (Melbourne) - cortometraggio (1979)
- Le Navire Night (1979)
- Agatha et les lectures illimitées (1981)
- L'Homme atlantique - cortometraggio (1981)
- Il dialogo di Roma (1982)
- Les Enfants (1985)

## Riconoscimenti
- Premio Oscar
  - 1961 - Candidatura per la migliore sceneggiatura originale per Hiroshima mon amour[8]
- Festival di Cannes
  - 1977 - Palma d'oro per Le camion
- Festival di Berlino
  - 1985 - Orso d'argento per la migliore sceneggiatura per Les enfants
  - 1985 - Premio onorario per Les enfants[9]